# 巴博勒薩爾

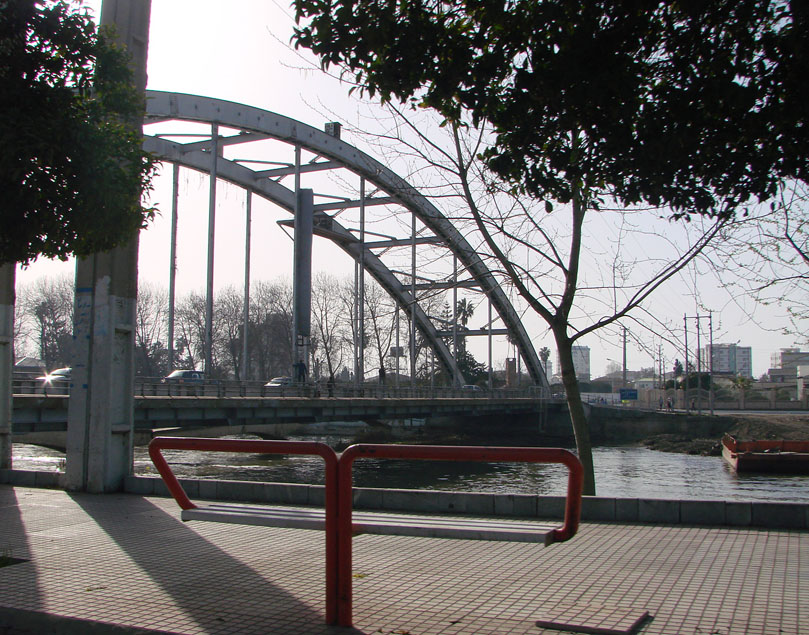

巴博勒薩爾（波斯語：‎，羅馬化：Bābolsar）是伊朗的城市，位於該國北部裡海沿岸，距離巴博勒20公里，由馬贊德蘭省負責管轄，面積446平方公里，處於海平線以下23米，2012年人口53,864。

## 外部連結
- Bābolsar entry in the Encyclopædia Iranica